# Lijst van voetbalinterlands Andorra - Israël (vrouwen)
Deze lijst van voetbalinterlands is een overzicht van alle officiële voetbalinterlands tussen de nationale vrouwenteams van Andorra en Israël. De landen hebben tot nu toe één keer tegen elkaar gespeeld.

## Wedstrijden
| № | Plaats  | Datum        | Competitie           | Wedstrijd        | Uitslag |
| - | ------- | ------------ | -------------------- | ---------------- | ------- |
| 1 | Vilnius | 8 april 2017 | WK 2019 kwalificatie | Israël − Andorra | 7 − 0   |

## Samenvatting
| Competitie      | Totaal gespeeld | Winst Andorra | Gelijk | Winst Israël | Doelsaldo Andorra – Israël |
| --------------- | --------------- | ------------- | ------ | ------------ | -------------------------- |
| WK kwalificatie | 1               | 0             | 0      | 1            | 0 − 7                      |
| Totaal          | 1               | 0             | 0      | 1            | 0 − 7                      |